# Нестерводський Василь Антонович
Васи́ль Анто́нович Нестерво́дський (1882—1977) — фахівець у галузі бджільництва. Кандидат сільськогосподарських наук (1947), доцент.

## З життєпису
Народився 1882 року в селі Тараклія Аккерманського повіту Бессарабської губернії. Залишився сиротою, коли йому виповнився лише один рік; разом з сестрою виховувався в сім'ї тітки — сестри матері, яка мешкала в Балті. Тітка була неписьменною, однак умовила дружину одного урядника навчити Василька читати й писати. Підлітком він вступив до міського двокласного училища, яке успішно закінчив у 1900 році.
У 1903 році екстерном склав усі екзамени за курс учительської семінарії і дістав посаду вчителя в селі Лабушне, де пропрацював до 1909 року. З 1909 по 1912-й вчителює в Кодимі. Пройшов курси при Уманському училищі садівництва і землеробства, де й працював у 1912—1917 роках помічником завідувача пасіки.
У 1917—1922 роках викладав бджільництво у Харківському сільськогосподарському училищі, протягом 1923—1930 років — у Київському сільськогосподарському та ветеринарно-зоотехнічних інститутах; водночас у 1922–1928-х — завідувач дослідницької пасіки Голосіївської агробази. Там створив навчальний музей і лабораторію. За сумісництвом у 1929—1931 роках — завідувач станції шовківництва Київської плодоовочевої спілки; протягом 1931—1941 років — спеціаліст Укрсадовинтресту (Київ).
У 1941—1944 роках — викладач Боярського технікуму бджільництва; протягом 1945—1947 років — завідувач кафедри бджільництва. Від 1955 року — почесний член кафедри спеціальної зоотехнії Української сільськогосподарської академії.
Наукові дослідження стосуються теоретичних та практичних питань кочівлі пасік, технології зимівлі бджіл, використання медозборів.
Серед робіт:
- «Перегін бджіл», 1914 (під керівництвом Іполіта Корабльова);
- «Пасіка», 1926;
- «Кочове бджільництво», 1940;
- «Як одержати більше меду та воску», 1950;
- «Зимівля бджіл», 1952;
- «Організація пасік і догляд за бджолами»; 1971.

- Винайшов електричний лічильник для реєстрації льоту бджіл,
- розробив модель похідної лабораторії для аналізу меду на падь,
- запропонував модель вулика-лежака на 20 стандартних рамок.